# Rada Barraza
Die Rada Barraza (von spanisch rada ‚Reede‘, in Argentinien Rada Pingüinera) ist ein Naturhafen auf der Südwestseite von Deception Island im Archipel der Südlichen Shetlandinseln. Sie liegt nahe dem New Rock.
Chilenische Wissenschaftler benannten ihn nach Federico Barraza Pizarro, Leiter der 18. Chilenischen Antarktisexpedition (1963–1964).